# Beaverton, Oregon
Beaverton är en stad i Washington County, Oregon, USA, elva kilometer väster om Portland i Tualatin River-dalen. År 2008 hade staden cirka 86 000 invånare, vilket gör staden till den näst största i countyt och den sjätte största i Oregon.

## Vänorter
Beaverton har följande vänorter:
- Birobidzjan, Ryssland
- Cheonan, Sydkorea
- Cluses, Frankrike
- Gotemba, Japan
- Hsinchu, Taiwan
- Trossingen, Tyskland

### Fotnoter
1. ↑  ”Beaverton city, Oregon”. United States Census Bureau. 13 mars 2010. Arkiverad från originalet den 12 februari 2020. https://archive.today/20200212234526/http://factfinder.census.gov/faces/nav/jsf/pages/community_facts.xhtml. Läst 16 juli 2015.
2. ↑  ”Vänorter på Beavertons nätsidor, läst 13.12.2015”. Arkiverad från originalet den 17 juni 2013. https://web.archive.org/web/20130617033703/http://www.beavertonoregon.gov/index.aspx?NID=479. Läst 13 december 2015.